# Camponotus devestivus
Camponotus devestivus é uma espécie de inseto do gênero Camponotus, pertencente à família Formicidae.